# Telosma cordata
Jasmin du Tonkin, Pakalana
Pour les articles homonymes, voir Jasmin (homonymie).
 (mai 2025).
Espèce
Classification APG III (2009)
Synonymes
- Apocynum odoratissimum Lour. ex Pritz.
- Asclepias cordata Burm.f.
- Asclepias odoratissima (Lour.) Roxb.
- Cynanchum odoratissimum  Lour.
- Oxystelma ovatum P.T. Li & S.Z. Huang
- Pergularia minor Andrews
- Pergularia limbata Wall. ex Wight
- Pergularia odoratissima (Lour.) Sm.
- Pergularia viridis Buch.-Ham. ex Wight
- Telosma minor (Andrews) W. G. Craib
- Telosma odoratissima (Lour.) Coville

Telosma cordata, le jasmin du Tonkin (mandarin  夜來香, pinyin yè lái xiāng, littéralement : fleurs de nuit parfumées ; vietnamien Thiên lý) est une espèce de plante à fleurs de la famille des  Apocynaceae (tribu des Marsdenieae), originaire de Chine et d'Indochine. On la cultive dans d'autres régions et on peut aussi la trouver naturalisée à l'état sauvage comme espèce introduite. Parmi ses autres noms vernaculaires, on peut mentionner : violette de Chine (chinese violet), liane primevère (cowslip creeper),  et liane tonkinoise (tonkinese creeper). Elle est nommée « fleur-légume » (สลิด, salat), en Thaïlande, dok sadeua au Laos et pakalana à Hawaï où elle a été importée dans les années 1800. La plante porte des grappes de fleurs jaunes dorées le long des tiges pendant les mois d'été. Les fleurs individuelles s'ouvrent successivement sur une période de plusieurs semaines, émettant jour et nuit un parfum riche et lourd, plus prononcé la nuit.

## Caractéristiques
Cette plante grimpante peut atteindre 2 à 5 mètres en hauteur. Les tiges lianescentes sont de petit diamètre, rondes et très coriaces ; elles sont considérées comme toxiques pour les porcs[réf. souhaitée]. À mesure qu'elle vieillit, la liane passe du vert au brun. Le sommet de la plante prend un aspect buissonnant blanc et dense qui peut recouvrir complètement d'autres arbres. La plante peut être reproduite par bouturage ou ensemencement et pousse dans un sol aéré en plein soleil. On le trouve dans les forêts de feuillus mixtes à feuilles persistantes, les bois de bosquets et les forêts sèches de toute l'Indochine.

### Feuilles
Les feuilles sont simples, opposées, en forme de cœur. Leur taille est d'environ 4 à 7,5 cm en largeur et  6 à 11 cm en longueur. Très fines, avec des nervures bien visibles, Leur face inférieure est lisse. Le pétiole mesure environ 1,2 à 2 cm de long.

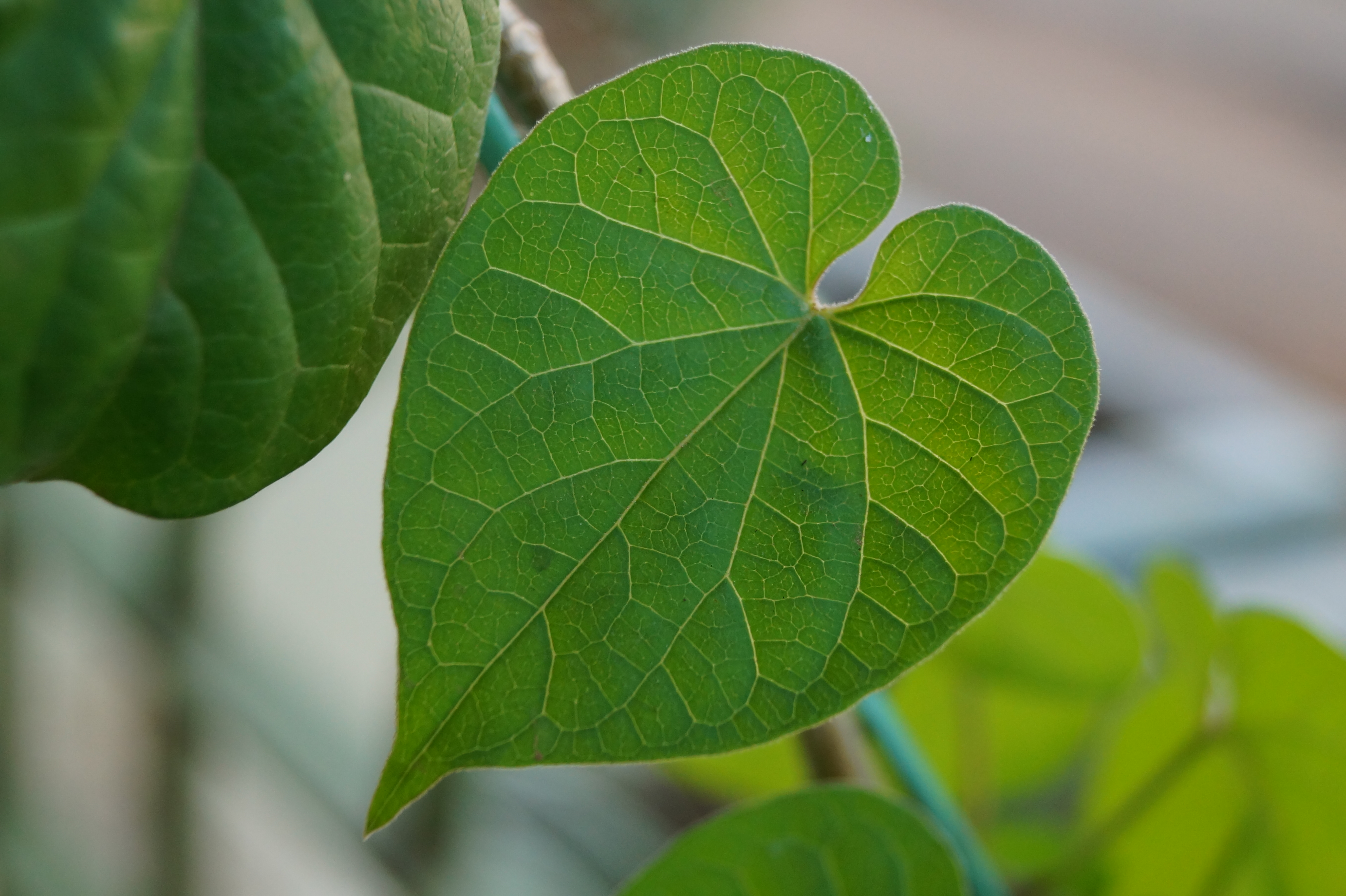

### Fleurs
Les fleurs s'épanouissent en bouquets composés d'environ 10 à 20 fleurs. La fleur jaune verdâtre a un fort parfum surtout le soir. Son diamètre est d'environ 1,5 cm avec cinq pétales et cinq étamines reliées entre elles et aux pistils. La saison de floraison est généralement de mars à mai, bien que parfois des fleurs puissent être trouvées en juillet à octobre.

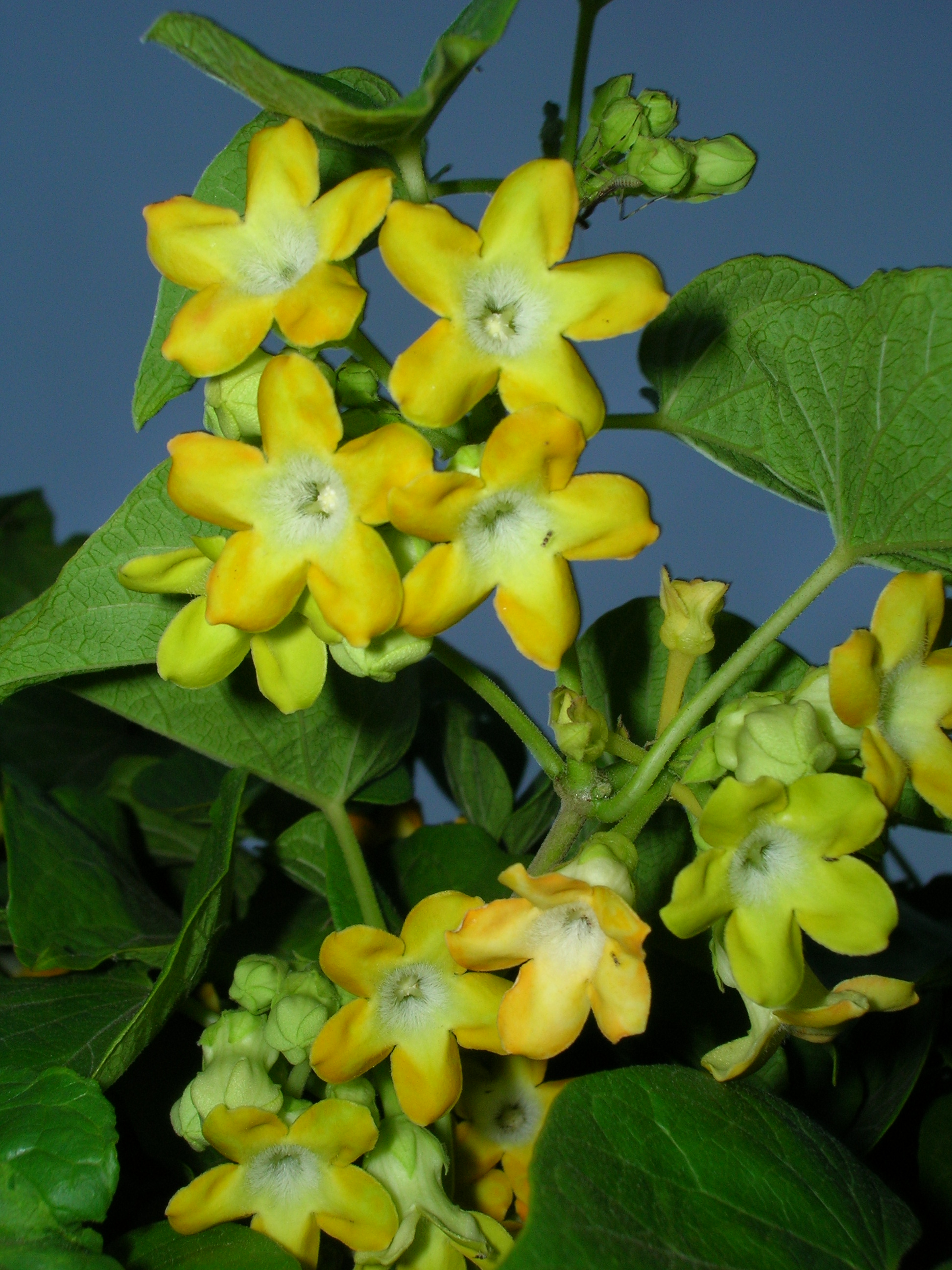
Fleurs de liane primevère.

### Fruit
Le fruit est lisse, vert et rond avec des extrémités en pointe. L'intérieur contient de nombreuses graines plates avec des peluches blanches attachées aux extrémités. La saison des produits se situe autour de juin à août.

## Usages

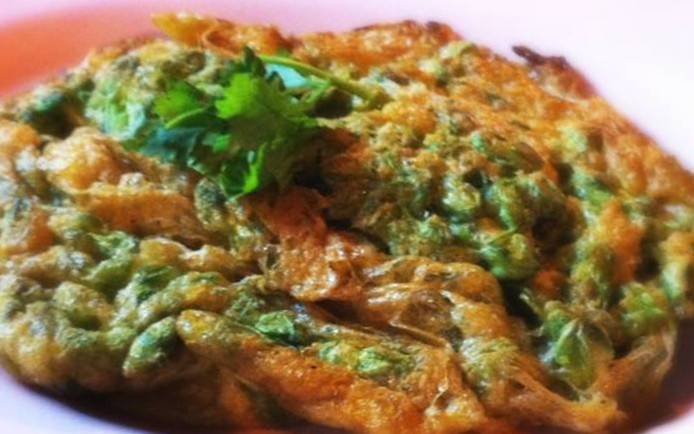
Dans un œuf au plat.

On consomme les fruits aussi bien que les fleurs comme légumes. La partie sommitale est considérée comme la plus nutritive. La fleur est utilisée dans les desserts et à des fins ornementales dans les bouquets et les couronnes.
Les lianes ligneuses sont résistantes et peuvent être utilisées comme cordages. Le bois peut être utilisé pour la construction dans certains cas. La plante a également été utilisée à des fins médicinales traditionnelles, comme antipyrétique, antidote contre le poison et pour calmer le mal de dos.
| Nutrition   | Valeur pour 100 g. |
| ----------- | ------------------ |
| Glucides    | 10,6 g.            |
| Protéines   | 5,0 g.             |
| Lipides     | 1,1 g.             |
| Fibres      | 0,8 g.             |
| Eau         | 80,5 g.            |
| Vitamine A  | 3,0 g.             |
| Vitamine B1 | 0,0004 g.          |
| Vitamine B2 | 0,0015 g.          |
| Vitamine B3 | 0,0017 g.          |
| Vitamine C  | 0,68 g.            |
| Calcium     | 0,7 g.             |
| Fer         | 0,01 g.            |
| Phosphore   | 0,9 g.             |